# داء الذرة
داء الذرة Zeism هو أي حالة تعزى إلى الإفراط في استخدام الذرة في النظام الغذائي، مثل مرض البلاغرا. تحتوي الذرة على نسبة منخفضة من الزنك والنياسين والتريبتوفان، والنياسين المحدود الموجود في الذرة لا يتم امتصاصه في الجهاز الهضمي إلا بعد معالجته بالقلويات، كما هو الحال في تحضير خبز الترتية. يعد نوع من البلاجرا المنسوب إلى اختلال توازن الأحماض الأمينية شائعًا في الهند بين الأشخاص الذين يتناولون الدخن الذي يحتويى على نسبة عالية من الليوسين. العيوب عادة ما تكون موسمية.

## تاريخه
فرضية زيست (المؤكدة الآن) بأن البلاجرا قد يكون مرضًا ناتجًا عن نقص مرتبط باستهلاك الذرة طرحها الإيطالي جيوفاني باتيستا مارزاري في عام 1810.